# Manuel Javier Vallejo Galván
Manuel Javier Vallejo Galván, més conegut com a Manu Vallejo, (Chiclana de la Frontera, Andalusia, 14 de febrer de 1997) és un futbolista espanyol que juga com a davanter a l'AD Ceuta FC.

## Trajectòria
Va ingressar al Cadis CF l'any 2014 en el Juvenil A. En el juvenil A només va durar un any i va ser pujat al Cadis CF B, en el qual jugaria 3 temporades aconseguint un ascens a tercera divisió. En la seua tercera temporada com a capità del conjunt gadità, va guanyar la lliga i va quedar molt prop d'ascendir perdent en la final del play off contra la Societat Esportiva Ejea. En aquesta temporada, va ser convocat dos vegades amb el primer equip i va debutar en lliga contra el Rayo Vallecano en substituir a Salvi Sánchez.
En el següent curs, va ser convocat per Álvaro Cervera, entrenador del primer equip del Cadis CF, per a començar la pretemporada amb el primer planter. Va fer una bona pretemporada i va obtindre fitxa amb el primer equip. Durant la lliga, va debutar de titular en un partit contra la UD Almeria. Gràcies als primers partits de lliga, Manu va aconseguir quedar-se en el primer equip i va aconseguir assentar-se en la titularitat, marcant gol i assistència pràcticament cada partit. Durant la temporada va ser fitxat pel València CF per una quantitat de 5,5 milions d'euros més variables, tot i que va quedar-se cedit al Cadis durant el que restava de temporada.
La temporada 2019/20 va quedar-se al València i va fer un bon rendiment malgrat els seus escassos minuts. Entre les seues col·laboracions aquesta temporada destaca un gol contra el Reial Valladolid en el minut 93, que va suposar l'empat a un, o una assitència de gol contra el Reial Madrid.
L'últim dia del mercat d'hivern de la temporada 2021-2022 se'n va anar cedit al Deportivo Alavés, després de comptar amb pocs minuts durant la primera meitat de la temporada al conjunt xe.

### Girona
L'1 de setembre de 2022, Vallejo va signar contracte per tres anys amb el Girona FC de primera divisió.

#### Cessio a l'Oviedo i al Saragossa
El 27 de gener de 2023, Vallejo va anar cedit al Reial Oviedo fins al final de la temporada 2022-23 a segona divisió. El 23 d'agost fou cedit al Reial Saragossa de la mateixa categoria.

## Trajectòria internacional
El 21 de març de 2019 va debutar amb la selecció espanyola sub-21 en ingressar al camp substituint a Carlos Soler, en un amistós contra Romania en el qual va jugar 12 minuts. Quatre dies més tard, jugaria de nou un altre partit, aquesta vegada contra Àustria sub 21, jugant un total de 15 minuts. Va ser convocat per a jugar l'Europeu sub-21 de 2019, que es va disputar a Itàlia i San Marino. Manu Vallejo va participar en el partit contra de Polònia, en el qual va ingressar en el minut 87 substituint Dani Ceballos i que va concloure amb un resultat de 5 a 0 favorable a Espanya. En eixe mateix torneig va guanyar amb Espanya el trofeu de campió d'Europa sub 21.